# Arthur Burn
Arthur Burn, född 1 juni 1879, död 28 december 1911, var en friidrottare från Kanada. Han deltog vid olympiska sommarspelen 1908.